# Ma Văn Lả
Ma Văn Lả (sinh ngày 8 tháng 5 năm 1958) là một Thiếu tướng Công an nhân dân Việt Nam, nguyên là Ủy viên Ban Thường vụ Tỉnh ủy, Giám đốc Công an tỉnh Bắc Kạn.

## Tiểu sử
Ma Văn Lả là đại biểu Hội đồng nhân dân tỉnh Bắc Kạn khóa VIII (nhiệm kỳ 2011 - 2016) (Đại biểu đơn vị bầu cử số 3 huyện Bạch Thông).
Đồng thời ông là Giám đốc Công an tỉnh Bắc Kạn.
Năm 2018, ông nhận quyết định của Bộ trưởng Bộ Công an nghỉ công tác chờ hưởng chế độ hưu trí.
- Số hiệu 334-022.